# Climat de Washington
Le climat de la ville de Washington est considéré comme subtropical humide avec le code Cfa dans la classification de Köppen.
Ce code signifie que le climat de Washington est dit tempéré  (C) sans saison sèche (f) avec un été chaud (a).

## Saisons

### Les intersaisons
Le printemps et l'automne sont chauds mais plutôt modérés avec des températures journalières d'environ 20 °C (en avril et en octobre). Des pointes à 30 °C peuvent se produire.

### L'hiver
Cette saison peut faire basculer le climat subtropical chaud, à un climat continental froid. Elle arrive souvent brutalement avec des températures basses (en moyenne 2 °C en janvier) et de la neige (en moyenne 38 cm par an, avec des chutes parfois abondantes de plusieurs dizaines de centimètres), malgré des journées encore chaudes avec parfois plus de 20 °C en plein mois de janvier.

### L'été
L'été tend à être très chaud et humide voire torride avec des températures élevées (autour de 32 °C avec des pics au-delà de 35 °C) et des orages passagers. Cette humidité et cette chaleur peuvent faire grimper les indices de chaleur au-delà de 45 °C.

## Normales
Selon l'emplacement choisi, les informations météorologiques peuvent varier.
| Mois                                | jan.  | fév.  | mars  | avril | mai   | juin | jui. | août  | sep. | oct.  | nov. | déc.  | année   |
| ----------------------------------- | ----- | ----- | ----- | ----- | ----- | ---- | ---- | ----- | ---- | ----- | ---- | ----- | ------- |
| Température minimale moyenne (°C)   | −1,8  | −0,6  | 3,2   | 8,4   | 13,7  | 19,1 | 21,8 | 21    | 17   | 10,4  | 5,1  | 0,3   | 9,8     |
| Température moyenne (°C)            | 2,3   | 3,9   | 8,3   | 13,8  | 18,9  | 24,1 | 26,6 | 25,7  | 21,7 | 15,3  | 9,8  | 4,3   | 14,6    |
| Température maximale moyenne (°C)   | 6,4   | 8,4   | 13,3  | 19,3  | 24,2  | 29,1 | 31,4 | 30,4  | 26,4 | 20,3  | 14,4 | 8,3   | 19,3    |
| Ensoleillement (h)                  | 145,7 | 152,6 | 204,6 | 228   | 260,4 | 282  | 279  | 263,5 | 225  | 204,6 | 150  | 133,3 | 2 528,7 |
| Précipitations (mm)                 | 71,1  | 65,5  | 88,4  | 77,7  | 101,3 | 95,8 | 94,5 | 74,2  | 94,5 | 86,4  | 80,5 | 77,5  | 1 008,6 |
| Nombre de jours avec précipitations | 9,6   | 9     | 10,5  | 10,4  | 11,1  | 10,7 | 10,3 | 8,2   | 8,3  | 7,7   | 8,6  | 9,7   | 114,1   |

| Diagramme climatique                                  |             |             |             |               |              |              |            |            |              |             |            |
| J                                                     | F           | M           | A           | M             | J            | J            | A          | S          | O            | N           | D          |
| 6,4−1,871,1                                           | 8,4−0,665,5 | 13,33,288,4 | 19,38,477,7 | 24,213,7101,3 | 29,119,195,8 | 31,421,894,5 | 30,42174,2 | 26,41794,5 | 20,310,486,4 | 14,45,180,5 | 8,30,377,5 |
| Moyennes : • Temp. maxi et mini °C • Précipitation mm |             |             |             |               |              |              |            |            |              |             |            |

### Températures
La température moyenne annuelle à Washington est de 14,6 °C.
Le mois le plus froid est janvier avec une moyenne thermique égale à 2,3 °C.
Le mois le plus chaud est juillet avec 26,6 °C.
L'amplitude thermique moyenne à Washington est donc de 24,3 °C, elle est élevée comme tous les climats tempérés de façade orientales.

### Précipitations
Les précipitations moyennes annuelles sont de 1 008,6 mm, l'amplitude entre le mois le plus sec (février avec 65,5 mm de précipitations) et le mois le plus humide (mai avec 101,3 mm de précipitations) est de seulement 35,8 mm, elle est faible car il n'y a pas de saison sèche.

### Ensoleillement
Washington bénéficie d'un ensoleillement élevé avec 2 528,7 heures en moyenne par an.

## Records
| Mois                   | jan. | fév. | mars | avril | mai | juin | jui. | août | sep. | oct. | nov. | déc. | année |
| ---------------------- | ---- | ---- | ---- | ----- | --- | ---- | ---- | ---- | ---- | ---- | ---- | ---- | ----- |
| Record de froid (°C)   | −26  | −26  | −16  | −9    | 1   | 6    | 11   | 9    | 2    | −3   | −12  | −25  | −26   |
| Record de chaleur (°C) | 26   | 29   | 34   | 35    | 37  | 40   | 41   | 41   | 40   | 36   | 30   | 26   | 41    |

Le record de chaleur est de 41 °C, il a été relevé le 20 juillet 1930, le 7 juillet 2012, le 22 juillet 2011, le 17 août 1997, le 6 août 1918 et le 10 juillet 1936.
Le record de froid est de −26 °C, il a été relevé le 11 février 1899.

### Ouragans
Les ouragans passent parfois dans la région, ils se sont généralement très affaiblis avant d'atteindre la ville : l'ouragan Isabel en septembre 2003 avait fait un mort à Washington.

### Tempêtes de neige

#### Février 2014

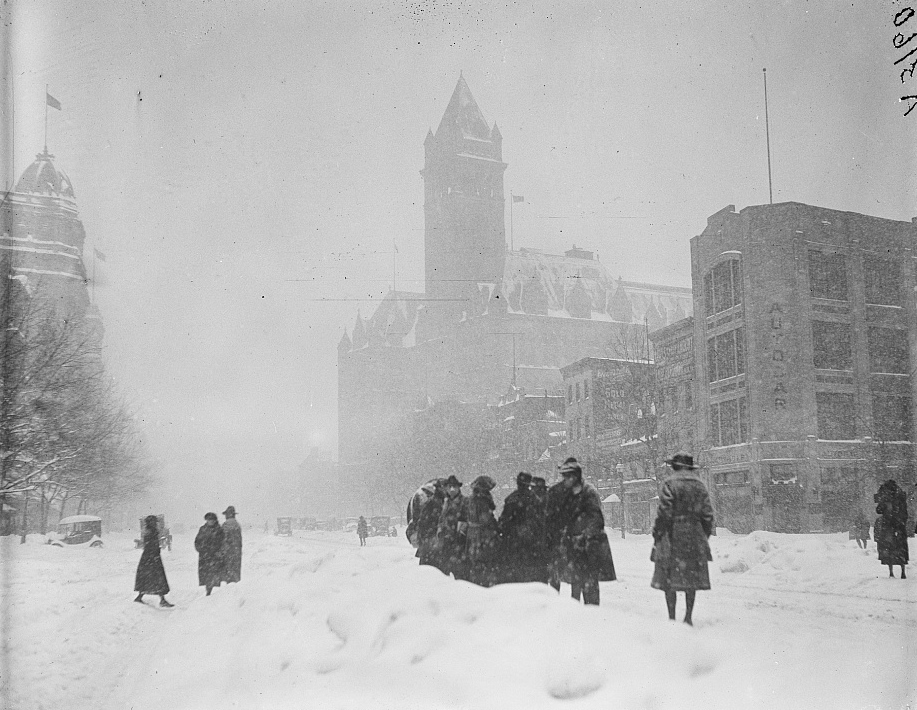
Washington sous la neige en janvier 1922

En février 2014, un "dôme gigantesque" de courants d'air froid venus de l'Arctique arrivent sur Washington et sur l'est des États-Unis, ce qui cause une tempête glaciaire.

#### Janvier 2016
En janvier 2016, une tempête de neige nommée Snowzilla s'abat sur toute la côte est du pays. En trois jours (les 22, 23 et 24 janvier 2016), il est tombé près d'un mètre de neige à Washington, 80 cm à New York et 70 cm à Philadelphie. Jamais une telle tempête n'avait autant perturbé les transports en commun qui ont dû fermer dans ces villes jusqu'à nouvel ordre. 

#### Mars 2017
En mars 2017, après un hiver trop doux, New York et l'est des États-Unis subissent la plus grosse tempête de neige de la saison. C'est un record en plein mois de mars. De nombreuses écoles ferment.